# Eutelsat Konnect
Eutelsat Konnect (anfangs African Broadband Satellite) ist ein kommerzieller Kommunikationssatellit des in Frankreich ansässigen Satellitenbetreibers Eutelsat.

## Geschichte
Im Oktober 2015 beauftragte Eutelsat den Raumfahrtkonzern Thales Alenia Space für den Bau eines neuen geostationären Kommunikationssatelliten. Dieser Satellit sollte ursprünglich African Broadband Satellite heißen und den afrikanischen Kontinent abdecken. Der Start war ursprünglich auf 2019 festgelegt, wurde dann aber um ein Jahr verschoben. Der African Broadband Satellite wurde vor dem Start in Eutelsat Konnect umbenannt.
Er wurde am 16. Januar 2020 mit einer Ariane-5-Trägerrakete vom Raumfahrtzentrum Guayana zusammen mit GSAT-30 ins All gebracht. Er arbeitet seit November selben Jahres auf seiner geostationären Position bei 7° Ost und unterstützt durch seinen Betrieb die beiden Satelliten Eutelsat 7B und Eutelsat 7C. Der Satellit kann in Europa, Westasien und Afrika empfangen werden, die Übertragung erfolgt im Ka-Band.

## Technische Daten
Thales Alenia Space baute Eutelsat Konnect auf Basis des Spacebus-Neo-Satellitenbusses. Er besitzt einen reinen elektrischen Antrieb, welcher durch zwei große Solarmodule und Batterien mit Strom versorgt wird. Der Satellit ist dreiachsenstabilisiert und besitzt eine geplante Lebensdauer von 15 Jahren. Des Weiteren besitzt er leistungsstarke Ka-Band-Transponder, mit welchen Übertragungsraten von 75 Gbps erreicht werden sollen. Damit soll über ein Netz von insgesamt 65 Spotbeams der gesamte Bereich Zentralafrika abgedeckt werden.

## Galerie

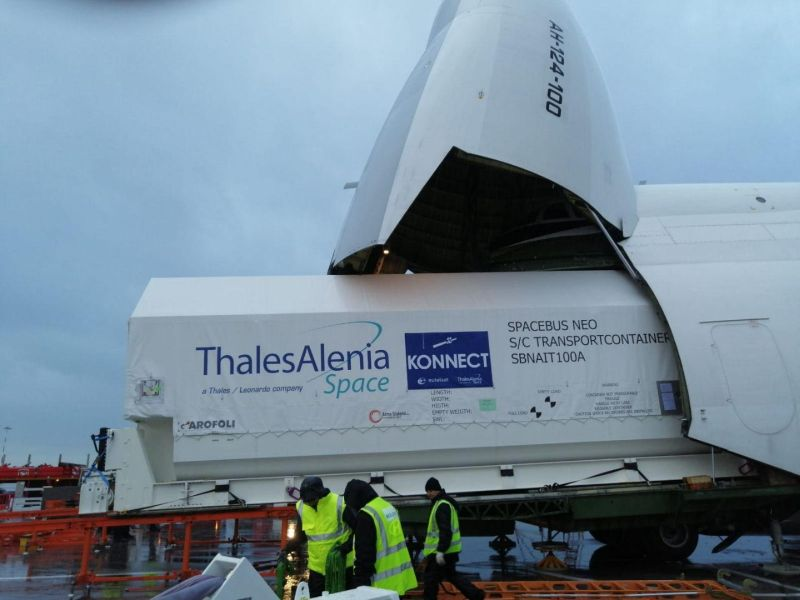
Eutelsat Konnect wird nach Französisch-Guayana transportiert
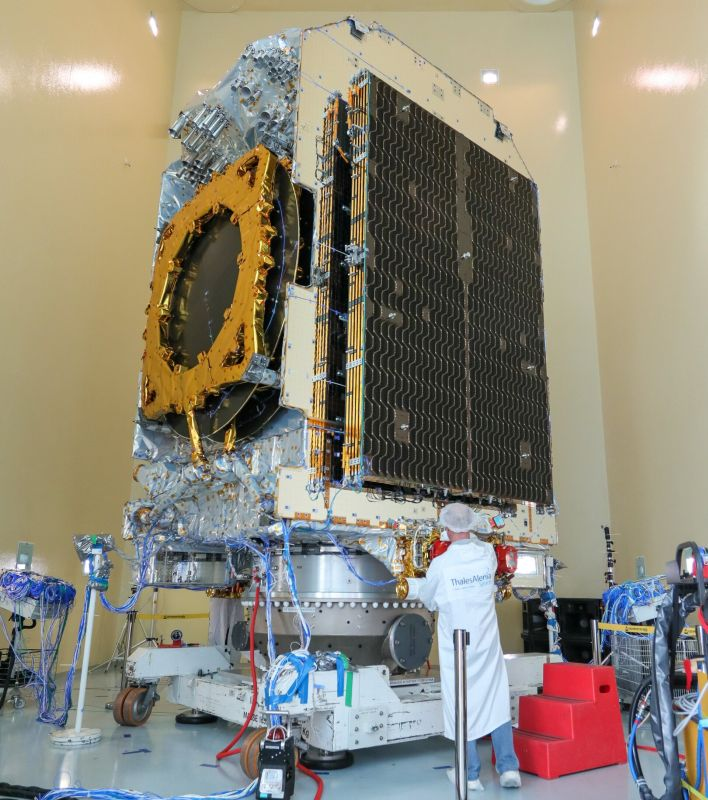
Der Satellit vor dem Start
- Präsentationsvideo des Satelliten (Arianespace)
- Präsentationsvideo der Mission